# Лосерт, Венио
Венио Лосерт (хорв. Venio Losert; род. 25 июля 1976, Завидовичи, Босния и Герцеговина, СФРЮ) — хорватский гандболист, вратарь сборной Хорватии, двукратный чемпион Олимпийских игр (1996 и 2004 год), двукратный серебряный призёр чемпионатов мира. Знаменосец хорватской национальной команды на параде церемонии открытия Летних Олимпийских игр 2012 в Лондоне.
Профессиональная карьера игрока длится уже 18 лет. В 1994—1999 годах Лосерт выступал за Загреб, всю оставшуюся карьеру играл в зарубежных клубах, главным образом, испанских. Принимал участие в четырёх Олимпийских играх, Атланта-1996, Афины-2004, Пекин-2008 и Лондон-2012 (на Игры 2000 года Хорватия не вышла из квалификации). Завоевал со сборной две золотые и одну бронзовую медаль, в Пекине хорваты остались четвёртыми.
В 1996 и 2004 годах вместе со всей сборной удостаивался высшей спортивной награды Хорватии — государственной награды имени Франьо Бучара.

## Достижения
Бадель 1862 (Загреб)
- Чемпион Хорватии[англ.] (6): 1993/1994, 1994/1995, 1995/1996, 1996/1997, 1997/1998, 1998/1999
- Обладатель Кубка Хорватии[англ.] (6):1993/1994, 1994/1995, 1995/1996, 1996/1997, 1997/1998, 1998/1999
- Финалист Лиги чемпионов ЕГФ (4): 1994/1995, 1996/1997, 1997/1998, 1998/1999

Граноллерс
- Финалист Кубка ЕГФ (1): 2001/2002

Портленд Сан-Антонио
- Чемпион Испании[англ.] (1): 2004/2005
- Обладатель Суперкубка Испании[англ.] (1): 2004/2005

Барселона
- Обладатель Кубка Испании[англ.] (2): 2006/2007, 2008/2009
- Обладатель Суперкубка Испании[англ.] (2): 2006/2007, 2008/2009
- Чемпион Пиренейской лиги[англ.] (2): 2006/07, 2007/08

Личные
- Государственная спортивная награда Франьо Бучара[англ.]: 1996, 2004
- Гандболист года по версии Хорватского гандбольного союза[англ.] и Sportske novosti[англ.]: 1998